# Cabosanroque
Cabosanroque és un grup de música experimental català.
Neix a Barcelona el 2001 com a col·lectiu musical nombrós, avui consisteix en el duo de Laia Torrents Carulla (1976) i Roger Aixut Sampietro (1975). Es dedica a l'experimentació lúdica i evocadora a partir d'instruments inventats, sorgits d'objectes quotidians tan diversos com màquines de cosir, rentadores, escalèxtrics, grapadores o peces de mobiliari en desús. Aquests instruments inventats normalment també son instal·lacions artístiques visuals i lumíniques, amb un component cinètic i escènic. A vegades van acompanyats d'accions artístiques, i sovint conformen paisatges sonors.
A vegades s'ha referit a aquest grup com a Cabo San Roque, a vegades CaboSanRoque, però avui, a 2019 i d'acord amb la seva pàgina web, s'escriu "cabosanroque".
El treball del grup s'ha desenvolupat al voltant de la construcció de màquines musicals i l'exploració de les seves capacitats expressives i emotives, en un procés d'investigació contínua sobre la generació de so per mitjans mecànics i automatismes. Aquesta capacitat expressiva de les màquines, relacionada de diferents maneres amb la intervenció de persones, s'ha posat a prova en muntatges escènics, en espais expositius, en forma d'instal·lacions sonores o en àmbits estrictament musicals.
El resultat comprèn ja sis treballs discogràfics a 2018 (i col·laboracions amb músics com Vinicio Capossela, Carles Santos, Pascal Comelade o Guano Padano), els espectacles Bestiari, El run-run del nyigo-nyigo (amb Pascal Comelade, Carles Santos, Pierre Bastien i Joan Saura), Maquinofòbiapianolera (un concert per a piano i orquestra mecànica compost i interpretat juntament amb el músic experimental Carles Santos), Torn de Nit, Música a màquina, i La Caixeta, així com les instal·lacions sonores Los árboles aullaron (Fonoteca Nacional de Mèxic, Vive Latino 2013), Pas de loup (La Capella, Barcelona) i No em va fer Joan Brossa (Centre d'Art Santa Mònica).